# Doctor Krápula
 Doctor Krápula ist eine Rockband aus Bogotá (Kolumbien).

## Geschichte
Die Band wurde 1998 in Bogotá von fünf Musikern gegründet. In ihrer Karriere veröffentlichten sie bereits vier Studioalben, wodurch sie zu einem wichtigen Teil der südamerikanischen Musikszene wurden.

## Auszeichnungen und Nominierungen
- zehn x Shock Music Awards
- vier x Nuestra Tierra Awards
- ein x Principales Award (in Spanien)
- drei x Nominierungen bei den VMALA’s

## Diskografie
- 2002: El carnaval de la apatilla
- 2003: Dele la wuelta al disco
- 2005: Bombea
- 2008: Sagrado Corazón
- 2010: Corazón Bombea Vivo (DVD)
- 2012: Viva El Planeta!
- 2014: AMA-ZONAS
- 2017: Animal
- 2018: Viva Doctor Krápula (Vinyl)
- 2020: Súbele El Volumen (Album)
- 2021: Calle Caliente